# Kevin Spencer
Kevin Spencer è una serie televisiva animata canadese del 1998, creata da Greg Lawrence.
La serie si svolge a Ottawa, in Ontario, e segue le avventure di Kevin Spencer. Parodia oscura e satirica della famiglia disfunzionale, Kevin Spencer è basato sull'omonima webserie in flash presentata in anteprima sul sito di cartoni animati Mondo Media. Nel corso del tempo la serie ha ricevuto un seguito di culto.
La serie è stata trasmessa per la prima volta in Canada su The Comedy Network dal 31 ottobre 1998 al 6 novembre 2005, per un totale di 113 episodi ripartiti su otto stagioni.

## Trama
La maggior parte delle avventure della serie coinvolgono azioni illegali e buffonate da parte della famiglia Spencer. Le loro motivazioni per queste azioni vanno dal tentativo di acquisire più denaro, alcol, droghe o semplicemente per avere qualcosa da fare. Spesso, la serie si sposta tra le buffonate di Kevin e quelle dei suoi genitori, oltre a seguire alcune sottotrame di altri personaggi minori che si collegano agli schemi e alle avventure degli Spencer.

## Episodi
| Stagione         | Episodi | Prima TV USA | Prima TV Italia |
| ---------------- | ------- | ------------ | --------------- |
| Prima stagione   | 13      | 1998         | 2025            |
| Seconda stagione | 18      | 1999         | 2025            |
| Terza stagione   | 19      | 2000-2001    | 2026            |
| Quarta stagione  | 18      | 2001-2002    | 2028            |
| Quinta stagione  | 13      | 2003         | 2029            |
| Sesta stagione   | 13      | 2004         | 2030            |
| Settima stagione | 13      | 2004-2005    | 2031            |
| Ottava stagione  | 6       | 2005         | 2031            |

## Personaggi e doppiatori

### Personaggi principali
- Narratore (stagioni 1-5), doppiato da Greg Lawrence.
È il narratore della serie che parla per Kevin. Solitamente descrive ciò che sta dicendo, pensando e come Kevin reagisce al mondo che lo circonda.
- Kevin Spencer (stagioni 1-5).
È un giovane delinquente di 14 anni fumatore incallito, alcolizzato e dipendente dallo sciroppo per la tosse. Vive con i suoi genitori, verso i quali mostra spesso ambivalenza ed è uno studente di una scuola superiore locale che frequenta raramente. È sociopatico e dimostra più volte di essere mentalmente instabile e incline alla violenza, anche nei confronti di se stesso. Mostra segni di follia e ha un totale disprezzo per la vita. Spesso ha difficoltà a svolgere i compiti più semplici e si dimentica le cose che dice un istante dopo averle dette. Durante la serie, tuttavia, fa affermazioni ben articolate su alcuni aspetti della società, della cultura, della politica e dell'istruzione. Non parla mai.
- Anastasia Blunt Spencer e Percy B. Spencer (stagioni 1-5), doppiati da Thomasin Langlands e Greg Lawrence.
Sono i genitori di Kevin. Sono anche loro due fumatori accaniti, alcolizzati e dipendenti dallo sciroppo per la tosse. Entrambi sono persone rozze, in sovrappeso, poco attraenti e stupide che vivono come benestanti. Entrambi i genitori trascurano o usano in altro modo Kevin per i propri guadagni egoistici, ed entrambi mostrano chiari segni di tendenze sociopatiche. Nessuno dei due genitori è fedele all'altro, e Anastasia in particolare è molto promiscua. Le loro buffonate di solito comportano il tentativo di guadagnare denaro o alcol attraverso atti illegali, che riescono o falliscono in modo abbastanza casuale. Mentre entrambi i genitori mostrano principalmente odio e disgusto l'uno verso l'altro, entrambi dimostrano molto raramente di amarsi.

### Personaggi ricorrenti
- Allen the Magic Goose, doppiato da Mike Wetmore.
È il miglior amico immaginario di Kevin che vive nella sua testa. Incoraggia la natura sociopatica di Kevin, spesso chiedendogli di fare cose illegali, indecenti o pericolose semplicemente per il gusto del brivido e della vendetta. Tuttavia, Kevin, essendo un sociopatico, mostra spesso ambivalenza nei confronti di Allen, a volte minacciando o intimidendo l'uccello. In questi momenti, Allen ricorda a Kevin la futilità di questi scoppi, dal momento che Kevin sta semplicemente immaginando l'esistenza di Allen.

### Personaggi secondari
- Charlie Plunt, doppiato da Mike Wetmore.
Un amico di Percy che è spesso oggetto di desiderio da parte di Anastasia. Proveniente dalle parti francesi del Canada, si ritrova spesso a farsi inseguire da Percy ogni volta che lo sorprende a letto con sua moglie.
- Shauna, doppiata da Tori Hammond.
Una ragazza che riceve interesse da Kevin. I suoi genitori sono separati; infatti suo padre BC Bud avrebbe mollato la moglie a causa del suo alcolismo. Spesso passa dalla rabbia ad una macabra felicità, cosa che lo ha portata ad avere grandi capacità recitative. Durante il corso degli episodi è possibile notare la sua lenta discesa verso la sociopatia.
- Timmy Mc Naughton
Un ragazzo benestante e solitario della scuola di Kevin. Sebbene guardi Kevin dall'alto in basso, cerca continuamente di essere ribelle e distruttivo quanto lui, cosa che lo porta a ritenerlo come il suo unico amico poiché vengono entrambi emarginati dalla società. Molte persone lo considerano un poser. A volte si mostra interessato a Shawna.
- The Widow Colson
Un'anziana signora senile molto violenta e schietta. Ha una pazzia tale da portare lo stesso Kevin ad avere paura di lei quando non prende le medicine. Nonostante non venga mai confermato durante la serie, pare che soffra di una grave demenza. Nonostante ciò, conduce una vita sessuale molto attiva e talvolta parla delle relazioni che avuto in passato con diversi uomini.

## Produzione
Inizialmente originato come serie di cortometraggi illustrati per la stagione inaugurale di The Comedy Network nel 1998, Kevin Spencer è considerata "la risposta del Canada a South Park". Inizialmente la serie sarebbe dovuta essere girata in claymation. The Comedy Network ha ordinato tredici mezze ore che iniziarono a essere trasmesse nel gennaio 1999. I tredici cortometraggi originali sono stati poi venduti alla NBC per essere inseriti nel Saturday Night Live. Nel Saturday Night Live, lo staff della serie originale, composto da tredici persone, ha dovuto modificare tutti i riferimenti alla dipendenza dello sciroppo per la tosse prima di poter essere trasmessa. Durante la sua trasmissione, nonostante l'interesse, nessuna emittente statunitense è stata disposta a trasmettere la serie a causa del fatto che il protagonista fumasse tanto e fosse dipendente dallo sciroppo e per alcune scene occasionali di nudo.
La società madre CTV ha iniziato a programmare Kevin Spencer ogni sabato a mezzanotte sulla rete nazionale nel giugno 1999, dove è stato trasmesso fino al 18 dicembre dello stesso anno. Nel novembre 1999, il creatore Greg Lawrence ha deciso di partire in un tour in giro per il Canada, per eseguire stand-up comedy e mostrare le scene migliori di Kevin Spencer. Ogni episodio della serie è stato prodotto nel giro di circa quattro settimane. La serie è continuata successivamente su The Comedy Network.